# Angela Baraldi
Angela Baraldi (Bologna, 12 giugno 1964) è una cantante e attrice italiana.
Dal 1990 ad oggi ha pubblicato otto album. È stata l'attrice protagonista di Quo vadis, baby?, film del 2005 di Gabriele Salvatores.

## Biografia

### Anni '80
Le prime esperienze musicali risalgono agli inizi degli anni ottanta nei circuiti underground bolognesi.
Nel 1982 canta con i bolognesi Hi-Fi Bros nel brano Punto amaro mentre l'anno successivo è la voce femminile per quello che sarà l'ultimo singolo della band The Stupid Set (anche loro bolognesi e nati da una costola dei più celebri Gaznevada) intitolato Don't Be Cold (In The Summer Of Love).
Negli anni successivi collabora come corista con Gianni Morandi, Lucio Dalla, Samuele Bersani, Luca Carboni, Stadio e Ron con il quale duetta nel 1985 nel brano Caterina.
Nel 1985 partecipa in veste di protagonista ai videoclip del celebre brano Chiedi chi erano i Beatles cantato dagli Stadio e diretto da Ambrogio Lo Giudice, mentre con Lucio Dalla continua la collaborazione nel 1986, partecipando al tour americano Dallamericaruso, oltre a essere ritratta in foto nell'album Bugie e a una breve apparizione nel video del brano Luk tratto dal medesimo album.
Come corista affianca Gianni Morandi e Dalla nel tour DallaMorandi del 1988.

### Anni '90
Nel 1990 pubblica il suo album d'esordio Viva, prodotto da Lucio Dalla e Bruno Mariani, al quale collaborano Luca Carboni, Biagio Antonacci e Aldo Fedele degli Stadio. In seguito parte come guest star del tour Cambio di Dalla.
Due anni dopo con Mi vuoi bene o no? vince il Canzoniere; il brano dà il titolo al secondo album di Angela Baraldi prodotto da Marco Bertoni e Enrico Serotti, dove compare anche il brano A piedi nudi, vincitore del Premio della Critica Mia Martini al Festival di Sanremo 1993.
Successivamente la Baraldi partecipa al tour di Francesco De Gregori, duettando con lui nel brano Anidride solforosa di Lucio Dalla, incluso poi nell'album live di De Gregori Bootleg, e partecipa assieme ad altri interpreti alla realizzazione di Innocenti evasioni 2, compilation omaggio a Lucio Battisti, di cui interpreta Confusione.
Nel 1994 recita a fianco di Giancarlo Giannini, Fabrizio Bentivoglio e Valeria Golino nel film di Giacomo Campiotti Come due coccodrilli; successivamente ha un piccolo ruolo nel film Jack Frusciante è uscito dal gruppo.
Nel 1996, dopo molti rinvii, pubblica il suo terzo album Baraldi lubrificanti, che comprende tra i brani Dammi da mangiare (scritto da Francesco De Gregori), Vortice, Quelli siamo noi e Respiro. Il disco ha scarso riscontro commerciale e la cantante scioglie il contratto con la casa discografica.
Messo da parte per un po' il mondo della musica, si dedica alla recitazione, lavorando nella serie televisiva Di cielo in cielo (di cui interpreta anche il tema principale, Le voci intorno) e in vari cortometraggi. Nel 1999 prende parte all'album Psychobeat dei Delta V interpretando il brano Silenzi e comparendo in un cameo nel videoclip di Il primo giorno del mondo.

### Anni 2000
Nel 2000 firma un nuovo contratto discografico, che la porta nel 2001 a pubblicare Rosasporco, prodotto da Phil Palmer e Roberto Vernetti; tra i brani dell'album ci sono Troppo zucchero (scritto da Federico Poggipollini), Caduta libera e la ritmata Il tasto sbagliato.
Lavora in teatro nella rappresentazione di I monologhi della vagina e, nel 2002, di Maigret e il delitto a teatro scritto da Carlo Lucarelli. Nel 2003 pubblica Angela Baraldi, anticipato dal singolo Paradiso. L'album è una raccolta di brani tratti dai lavori precedenti, con l'aggiunta di quattro pezzi inediti.
Dopo altre rappresentazioni teatrali, nel 2004 recita come attrice protagonista nel film Quo vadis, baby? di Gabriele Salvatores; interpreta inoltre il brano Impressioni di settembre della Premiata Forneria Marconi, che fa parte della colonna sonora del film.
Vince il Flaiano International Prizes (2005) e L'Iris D'Argento al Montréal Film Festival (2005) come migliore attrice esordiente.
Nel 2006 torna a collaborare con i Delta V, partecipando al brano San Babila ore 20 nell'album Pioggia rosso acciaio. Nel 2007 recita nello spettacolo The Good Body di Eve Ensler, nella traduzione di Samuela Pagani e diretto da Giuseppe Bertolucci e Luisa Grosso.
Nel 2008 è l'attrice di punta della miniserie Quo vadis, baby?, realizzata con la partecipazione di gran parte degli interpreti del film omonimo e trasmessa dal canale satellitare digitale SKY Italia. Inoltre, Lucio Dalla la chiama per il suo allestimento di The Beggar's Opera di John Gay, in cui recita insieme a Peppe Servillo, cantante degli Avion Travel.

### Anni 2010
Nel 2011 è in tour con Massimo Zamboni per riproporre i brani storici dei CCCP Fedeli alla linea, gruppo punk emiliano attivo negli anni 1980. La coppia di artisti, dopo il tributo Solo una terapia: Dai CCCP all'estinzione, il 9 aprile 2013 pubblica un album di inediti dal titolo Un'infinita compressione precede lo scoppio anticipato dal singolo Lamenti.
Il 25 aprile 2015 esce Breviario Partigiano dei Post-CSI che vede Angela alla voce in due inediti e nella registrazione del tour da vivo.
Il 24 febbraio 2017 esce il suo ottavo album: Tornano sempre, inciso per l'etichetta Woodworm, alla cui realizzazione hanno collaborato Giorgio Canali, Stewie Dal Col e Vittoria Burattini.

## Discografia
Album in studio
- 1990 - Viva
- 1993 - Mi vuoi bene o no?
- 1996 - Baraldi lubrificanti
- 2001 - Rosasporco
- 2003 - Angela Baraldi
- 2011 - Solo una terapia: Dai CCCP all'estinzione (a nome Angela Baraldi & Massimo Zamboni)
- 2013 - Un'infinita compressione precede lo scoppio (a nome Angela Baraldi & Massimo Zamboni)
- 2015 - Breviario Partigiano (a nome Post-CSI)
- 2017 - Tornano sempre
- 2025 - 3021

Singoli
- 1983 - Don't be cold (con i The Stupid Set)
- 1983 - Punto amaro (con i Hi-Fi Bros)
- 1990 - Viva
- 1992 - Mi vuoi bene o no?
- 1992 - Sweet said eyes
- 1993 - A piedi nudi
- 1994 - Isterica
- 1994 - Anidride solforosa (con Francesco De Gregori)
- 1995 - Vortice
- 1996 - Dammi da mangiare
- 1997 - Le voci intorno
- 1997 - So di te
- 2001 - Caduta libera
- 2001 - Il tasto sbagliato
- 2002 - Paradiso
- 2003 - Day after day
- 2010 - Nove ore (con Massimo Zamboni)
- 2012 - Sbrai (con Massimo Zamboni)
- 2013 - Lamenti (con Massimo Zamboni)

### Partecipazioni
- 1985 - Ron, album di Ron (duetto in Caterina)
- 1986 - È l'Italia che va, album di Ron (duetto in Padrone del tuo cuore)
- 1987 - I Picari, compilation (canta Duelze amata)
- 1989 - Varietà, album di Gianni Morandi (corista)
- 1993 - Aida, singolo con artisti vari
- 1994 - Bootleg, album di Francesco De Gregori (duetto in Anidride solforosa)
- 1994 - Innocenti evasioni 2, compilation dedicata a Lucio Battisti (canta Confusione)
- 1999 - Psychobeat, album dei Delta V (canta Silenzi in duetto con Luana Heredia)
- 2004 - DallaMorandi in concerto, album live (corista)
- 2006 - Pioggia rosso acciaio, album dei Delta V (canta San Babila ore 20)
- 2010 - Materiali resistenti, compilation (canta Bufera con i Giardini di Mirò)
- 2010 - Fiumedinisi, album dei Marlowe (canta In fondo alla gola)
- 2010 - Cattive abitudini, album dei Massimo Volume (canta Mi piacerebbe averti qui)
- 2011 - Rojo, album di Giorgio Canali & Rossofuoco (voce ne La solita tempesta)
- 2012 - Tributo a Ivan Graziani, album tributo a Ivan Graziani (canta Lontano dalla paura con Massimo Zamboni)

### Come autrice
- 1990 - Libererò (per l'album "Apri le braccia e poi vola" di Ron)
- 2001 - Rido (per Roberta Faccani)

## Filmografia

### Cinema
- Cena alle nove, regia di Paolo Breccia (1991)
- Come due coccodrilli, regia di Giacomo Campiotti (1994)
- Jack Frusciante è uscito dal gruppo, regia di Enza Negroni (1996)
- Fuochino, regia di Carlotta Cerquetti - cortometraggio (1998)
- Quo vadis, baby?, regia di Gabriele Salvatores (2005)
- Cose naturali, regia di Germano Maccioni - cortometraggio (2010)
- Ghost Track, regia di Fabrizio Rossetti (2011)
- Cosimo e Nicole, regia di Francesco Amato (2012)
- Gli asteroidi, regia di Germano Maccioni (2017)
- Il fratello indiano (Alfradelindian), regia di Rogelio Farfuquino (2019)
- La California, regia di Cinzia Bomoll (2022)
- Il grande giorno, regia di Massimo Venier (2022)
- Dallamericaruso - Il concerto perduto, regia di Walter Veltroni (2023)

### Televisione
- Di cielo in cielo, regia di Roberto Giannarelli - film TV (1997)
- Quo vadis, baby?, regia di Guido Chiesa - miniserie TV, 6 episodi (2008)
- Storia di Laura, regia di Andrea Porporati - film TV (2011)
- La Compagnia del Cigno, regia di Ivan Cotroneo - serie TV (2019)

## Teatro
- I monologhi della vagina (2001)
- Maigret e il delitto a teatro, scritto da Carlo Lucarelli (2002)
- Sporting Life, regia di Anna DeManincor per Zimmerfrei (2003)
- The Good Body, regia di Giuseppe Bertolucci e Luisa Grosso (2007)
- The Beggar's Opera, regia di Lucio Dalla (2008)
- Le cognate di Michel Tremblay, regia di Andrea Adriatico (2008)
- Dondolo di Samuel Beckett in Non io nei giorni felici, regia di Andrea Adriatico (2009)
- The Wedding Singer di Luca Ragagnin, regia di Emanuele Conte (2014)